# Godzilla kontra Mechagodzilla (film 1974)
Terror Mechagodzilli (jap. ゴジラ対メカゴジラ Gojira tai Mekagojira) – japoński film typu kaijū z 1974 roku. Czternasty film z serii o Godzilli.

## Tło powstania filmu
Latem 1973 roku Shinichi Sekizawa i Masami Fukushima stworzyli scenariusz filmu mającego uświetnić dwudziestolecie Godzilli oraz powrót Okinawy na terytorium Japonii, pt. Giant Monsters Converge on Okinawa! Showdown in Cape Zanpa (jap. 大怪獣沖縄に集合！ 残波岬の大決斗 Daikaijū Okinawa ni Shūgō! Zanpamisaki no Daikettō). Wg niego małpopodobni kosmici Garuga chcący podbić Ziemię, tworzą mechanicznego potwora Garugana w swej bazie na Okinawie. Ziemi przed nimi miały bronić Godzilla, Mothra i Anguirus.
Zimą tego samego roku skrypt został przepisany przez Juna Fukudę i Hiroyasu Yamamurę i zatytułowany Showdown in Cape Zanpa: Godzilla vs. Mechagodzilla (jap. 残波岬の大決斗: ゴジラ対メカゴジラ Zanpamisaki no Daikettō: Gojira tai Mekagojira). Garuga zostali zmienieni na R Aliens, Garugan został zastąpiony Mechagodzillą, Mothra nowym potworem, King Baruganem i do historii dodano Gigana będącego pod kuratelą R Aliens. W następnej wersji scenariusza wykreślono Gigana i zmieniono King Barugana na King Caesara.
Widząc słaby odbiór Godzilla kontra Megalon i pogarszającą się jakość serii, postanowiono zwiększyć budżet na efekty specjalne oraz zatrudnić znanego kompozytora i znanych aktorów. Muzykę wykonał Masaru Satō. Do głównych ról zaangażowano m.in. Kazuyę Aoyamę, który grał tytułową rolę w serialu tokusatsu Zone Fighter, oraz Shina Kishidę znanego z roli wampira w filmach Lake of Dracula z 1971 roku i Evil of Dracula z 1974 roku. W roli antagonisty wystąpił Gorō Mutsumi, grający w serialach Mighty Jack i Fireman. W filmie zagrali znani z poprzednich filmów kaijū Akihiko Hirata, Hiroshi Koizumi i Kenji Sahara. Zdecydowano się także zerwać z dziecinnym tonem, kierując film do starszych widzów.

## Fabuła
Na Okinawie bracia Shimizu – Gosuke i Masahiko oglądają ceremoniał przeprowadzany przez Nami – kapłankę z okinawskiego rodu Azumi. Nagle Nami w przerażeniu doznaje wizji potwora niszczącego miasta. W drodze powrotnej Keisuke podwozi Masahiko do jaskiń Gyokusendo, a sam udaje się do pracy. Zwiedzając jaskinie, Masahiko znajduje interesujący kawałek metalu. Tymczasem Keisuke prowadzi wykopaliska w innej jaskini, w której odkryto starożytne malunki. Wspólnie z archeolog z Uniwersytetu Shuri – Saeko Kaneshiro odkrywa posążek King Caesara, mitycznego obrońcy rodu Azumi. Po wykonaniu zdjęć z jaskini udaje się Saeko przetłumaczyć zawarte tam hieroglify. Niosą one przepowiednię: Gdy na niebie pojawi się czarna góra, na Ziemię przybędzie potwór, który zniszczy całą Ziemię. Kiedy czerwony księżyc pojawi się i słońce wzejdzie na zachodzie, przybędą dwa potwory, by uwolnić ludzkość.
Saeko i Keisuke lecą samolotem do Tokio, by uzyskać ekspertyzę od doktora archeologii Wagury. Zagaduje ich tajemniczy mężczyzna przedstawiający się jako łowca sensacji. Wkrótce pasażerowie samolotu dostrzegają czarną chmurę w kształcie góry. Dotarłszy na miejsce, Keisuke oznajmia Saeko, że doktor Wagura jest jego wujem. Ten informuje, że Masahiko znalazłszy metal udał się po opinię profesora Miyajimy. W swym laboratorium profesor Miyajima oznajmia Masahiko, że znaleziony przez niego przedmiot stworzono z kosmicznego tytanu. Wkrótce nawiedza ich trzęsienie ziemi. Tymczasem doktor Wagura i Saeko analizują hieroglify, gdy nagle atakuje ich tajemniczy wąsacz. Keisuke po walce przepędza intruza. Z daleka przygląda im się łowca sensacji.
Niedługo potem okolice góry Fudżi atakuje niespodziewanie Godzilla. Dziadek Nami informuje ją, że Godzillę powstrzyma tylko King Caesar, jednak trzeba klucza, by go obudzić. Keisuke jadący w stronę góry Fudżi zdziwiony widzi, że Anguirus atakuje Godzillę. Potwór łamie pokonanemu Anguirusowi szczękę. Po walce Keisuke znajduje na jezdni kawałek metalu. Profesor Miyajima potwierdza, że jest z tego samego materiału co przedmiot znaleziony przez Masahiko. Chwali się potem wykonaną przez siebie fajką neutralizującą fale elektromagnetyczne.
Tymczasem, obserwowany z dystansu przez Miyajimę, jego cókę Eiko i braci Shimizu, Godzilla atakuje Tokio. Ogarnia ich zdziwienie, gdy pojawia się drugi Godzilla. W bezpośredniej walce okazuje się, że pierwszym Godzillą jest robotyczny sobowtór tego prawdziwego – Mechagodzilla. W wyniku skrzyżowania promieni obu Mechagodzilla zostaje uszkodzony, a prawdziwy Godzilla wpada do wody, mocno krwawiąc. Wszystko wskazuje na to, że zginął. Profesor Miyajima podejrzewa, że Mechagodzilla jest bronią obcych, czego dowodem jest kosmiczny tytan.
Doktor Wagura rozwiązuje zagadkę statuetki King Caesara, która ma powiązanie z przepowiednią rodu Azumi. Profesor Miyajima, Masahiko i Eiko zwiedzają jaskinie Goyokusendo, gdzie zostają schwytani przez obcych tytułujących się Kosmitami z 3. Planety z Czarnej Dziury. Wyjaśniają, że Mechagodzilla ma uszkodzony mechanizm, co opóźnia podbój Ziemi. Zmuszają więc profesora Miyajimę do pomocy w naprawie, grożąc że zabiją Eiko i Masahiko.
Keisuke i Saeko płyną wycieczkowcem Queen Coral, na Okinawę wraz ze statuetką King Caesara. Tymczasem, ranny Godzilla trafia na skalną wyspę, gdzie zostaje wielokrotnie trafiony piorunem. Na wycieczkowcu wąsacz, który wcześniej zaatakował w domu doktora Wagury, zakrada się do kabiny Saeko i wykrada posążek, jednak przyłapuje go Keisuke. Podczas bójki wąsacz okazuje się być zielonoskórą małpą. Potyczka przenosi się na pokład, gdzie małpolud zostaje przez kogoś zastrzelony i wypada z figurką za burtę. Zbudzona Saeko wybiega na pokład do Keisuke i znowu natrafiają na łowcę sensacji. Na szczęście okazuje się, że Keisuke prawdziwą figurkę przechował u kapitana Queen Coral.
Przybywszy na Okinawę, w hotelu nie zastają profesora Miyajimy i reszty, mających tam na nich czekać. Zaniepokojony Keisuke jedzie do jaskiń Gyokusen. Tam, w bazie kosmitów Miyajima kończy naprawę Mechagodzilli, ale zostaje wrzucony do celi z Eiko i Masahiko i cała trójka ma zostać ugotowana żywcem. Keisuke dociera do jaskiń, gdzie zostaje zatrzymany przez jednego z Kosmitów z 3. Planety z Czarnej Dziury. Ratuje go łowca sensacji, raniąc kosmitę i ujawniając jego małpią fizjonomię. Łowca sensacji przedstawia się jako Nanbara – agent Interpolu, który śledził od jakiegoś czasu kosmitów. Kosmita zostaje zmuszony zaprowadzić ich do bazy. Tam Nanbara i Keisuke ogłuszają innych obcych i przebrani w ich mundury uwalniają profesora Miyajimę, Masahiko i Eiko.
Na zewnątrz wszyscy fingują śmierć w wybuchu auta, by uśpić czujność Kosmitów z 3. Planety z Czarnej Dziury. Eiko dostrzega księżyc skąpany w czerwieni. Nanbara, Masahiko i profesor Miyajima decydują się wrócić do bazy obcych, a Keisuke i Eiko jadą do hotelu po Saeko pilnującą tam posążka i razem udają się do zamku Azumi, gdzie uprzedzili ich obcy, grożąc śmiercią Nami i jej dziadkowi. Kosmitów zabija partner służbowy Nanbara, Tamura. Dostrzeżone zostaje wschodzące słońce tworzące miraż. Po umieszczeniu figurki na świątyni ujawnia się pieczara z King Caesarem. Jego wybudzenia może dokonać tylko szlachetnie urodzona potomkini rodu Azumi. Nami udaje się tego dokonać pieśnią, nieomal jednocześnie z przybyciem Mechagodzilli.
Nanbara, Masahiko i profesor Miyajima przenikają do bazy obcych, ale zostają przez nich złapani. Wszystko wskazuje na to, że King Caesar polegnie w walce z Mechagodzillą, gdy nagle z oceanu wyłania się Godzilla. Mechagodzilla jednak wciąż jest górą i poniewiera swymi przeciwnikami. Godzilla ujawnia swoje zdolności magnetyczne, co jest kluczem do pokonania Mechagodzilli. Kosmici z 3. Planety z Czarnej Dziury nie mogą uwierzyć w porażkę robota i nie dostrzegają tego, że ich więźniowie się oswobodzili. Profesor Miyajima podrzuca swoją fajkę, powodując usterkę ich komputerów. Nanbara, profesor Miyajima i Masahiko uciekają z bazy, zanim ta wybucha i zabija kosmitów. Mechagodzilla wybucha i wpada do oceanu, King Caesar ponownie układa się do snu, a Godzilla wraca do morza w kierunku zachodzącego słońca.

## Obsada
- Masaaki Daimon – Keisuke Shimizu
- Kazuya Aoyama – Masahiko Shimizu
- Reiko Tajima – Saeko Kaneshiro
- Akihiko Hirata – profesor Hideto Miyajima
- Shin Kishida – agent Interpolu Nanbara
- Gorō Mutsumi – Kuronuma
- Hiromi Matsushita – Eiko Miyajima
- Beru-Bera Lin – Nami
- Masao Imafuku – dziadek Nami
- Hiroshi Koizumi – profesor Wagura
- Takayasu Torii – Tamura, agent Interpolu
- Daigo Kusano – szpieg Kosmitów z 3. Planety z Czarnej Dziury
- Kenji Sahara – kapitan wycieczkowca Queen Coral
- Isao Zushi – Godzilla
- Ise Mori – Mechagodzilla
- Kinichi Kusumi –
  - Anguirus,
  - King Caesar

## Dodatkowe informacje
- Jest to ostatni film o Godzilli, do którego muzykę skomponował Masaru Satō.
- W tym filmie ostatni raz pojawił się Anguirus, przed swym długo oczekiwanym powrotem 30 lat później w filmie Godzilla: Ostatnia wojna.
- Kostium Anguirusa w środku tak gnił, że grający go Kinichi Kusumi zmuszony był stosować puder dla niemowląt, by móc jakkolwiek go używać[5].
- Mechagodzilla miał być w kolorach tęczy[6].
- Był to jedyny japoński film z Godzillą wydany na Węgrzech. Premierę kinową miał 1 czerwca 1989 roku, a następnie wydano go VHS przez Moker Rt[7][8][9]. Złe przyjęcie filmu na Węgrzech spowodowało, że żaden inny japoński film z Godzillą nie został tam wydany na rynek domowy lub wyemitowany telewizji, a marka była przez długi czas nieznana.
- Kiedy Universal Studios, producent The Six Million Dollar Man (1974) i The Bionic Woman (1976) zagroził zaskarżeniem amerykańskiego dystrybutora filmu –  Cinema Shares Releasing za tytuł Godzilla versus the Bionic Monster, szybko przechrzczono go na Godzilla versus the Cosmic Monster[10].
- Togera z War of the Monsters w trzeciej formie jest inspirowany Mechagodzillą[11].
- Dwuczęściowy odcinek Pełzaków pt. Runaway Reptar jest hołdem / parodią filmu[12][13].
- Amerykański raper X-Ray będąc członkiem grupy hip hopowej Monsta Island Czars nosił pseudonim King Cesar[14]. Pod tym pseudoninem wydał on albumy pt. All Hail The King, All The King's Men, zaś na ich okładkach znajdują się podobizny King Caesara[15][16][17].
- Jednym z pseudonimów amerykańskiego rapera Mike’a „Ravage’a” Dottina jest MeccaGodZilla, pod którym działał głównie w grupie hip hopowej Monsta Island Czars[18]. Pod tym pseudonimem wydał on albumy pt. Erroars z 2008 roku[19] oraz Erroars 2.2: Metal Sakura z 2014 roku[20], na których okładkach znajduje się sylwetka Mechagodzilli z filmu. Z kolei fotos z filmu przedstawiający Mechagodzillę z filmu zdobi okładkę innego albumu Ravage’a – American Monsta[21].